# Ходадад Азізі
Ходадад Азізі (перс. خداداد عزیزی, нар. 22 червня 1971, Мешхед) — іранський футболіст, що грав на позиції нападника. По завершенні ігрової кар'єри — тренер. Посідає 8 місце серед найкращих гравців Азії XX століття в рейтингу IFFHS.
Виступав, зокрема, за клуби «Абумослем», «Кельн» та «ПАС Тегеран», а також національну збірну Ірану.

## Клубна кар'єра
У дорослому футболі дебютував 1988 року виступами за команду клубу «Абумослем», в якій провів чотири сезони, взявши участь у 50 матчах чемпіонату. 
Згодом з 1992 по 1997 рік грав у складі команд клубів «ПАС Тегеран», «Бахман» та «Персеполіс».
Своєю грою за останню команду привернув увагу представників тренерського штабу клубу «Кельн», до складу якого приєднався 1997 року. Відіграв за кельнський клуб наступні три сезони своєї ігрової кар'єри.
Протягом 2000—2001 років захищав кольори клубів «Сан-Хосе Ерсквейкс» та «Ан-Наср» (Дубай).
У 2001 році повернувся до клубу «ПАС Тегеран». Цього разу провів у складі його команди чотири сезони. 
З 2005 по 2006 рік продовжував кар'єру в клубах «Адміра-Ваккер» та «Огаб».
Завершив професійну ігрову кар'єру у клубі «Рах Ахан», за команду якого виступав протягом 2006 року.

## Виступи за збірну
У 1992 році дебютував в офіційних матчах у складі національної збірної Ірану. Протягом кар'єри у національній команді, яка тривала 14 років, провів у формі головної команди країни 47 матчів, забивши 11 голів.
У складі збірної був учасником кубка Азії 1996 року в ОАЕ, на якому команда здобула бронзові нагороди, а сам Ходадад був визнаний найкращим гравцем турніру, чемпіонату світу 1998 року у Франції, кубка Азії 2000 року в Лівані.

## Кар'єра тренера
Розпочав тренерську кар'єру відразу ж по завершенні кар'єри гравця, 2006 року, очоливши тренерський штаб клубу «Абумослем».
В подальшому очолював команди клубів «Пайам Масад», «Естеглал Ахваз» та «Шахрдарі» (Тебриз).
Наразі останнім місцем тренерської роботи був клуб «Сіяд Джамеган», головним тренером команди якого Ходадад Азізі був з 2016 по 2017 рік.

## Титули і досягнення
- Бронзовий призер Кубка Азії: 1996